# Motore in linea a quattro cilindri

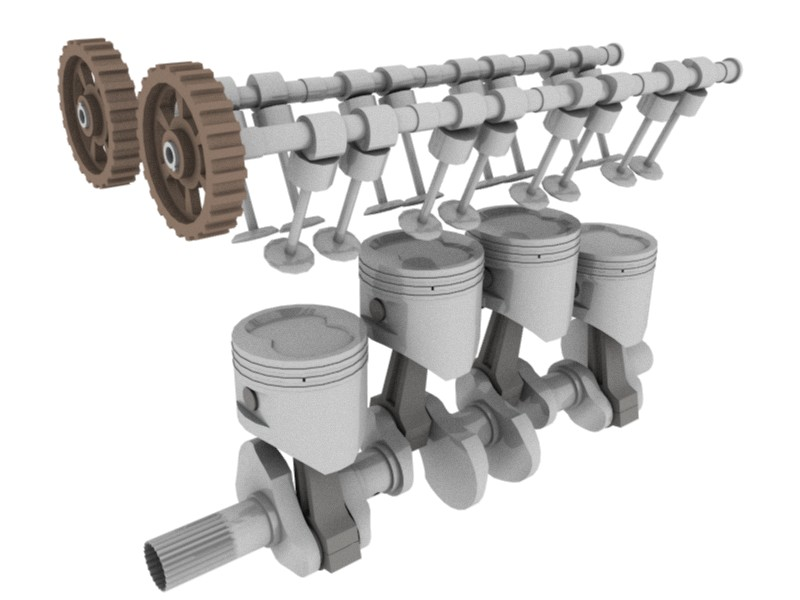
Schema di un motore DOHC a quattro cilindri in linea

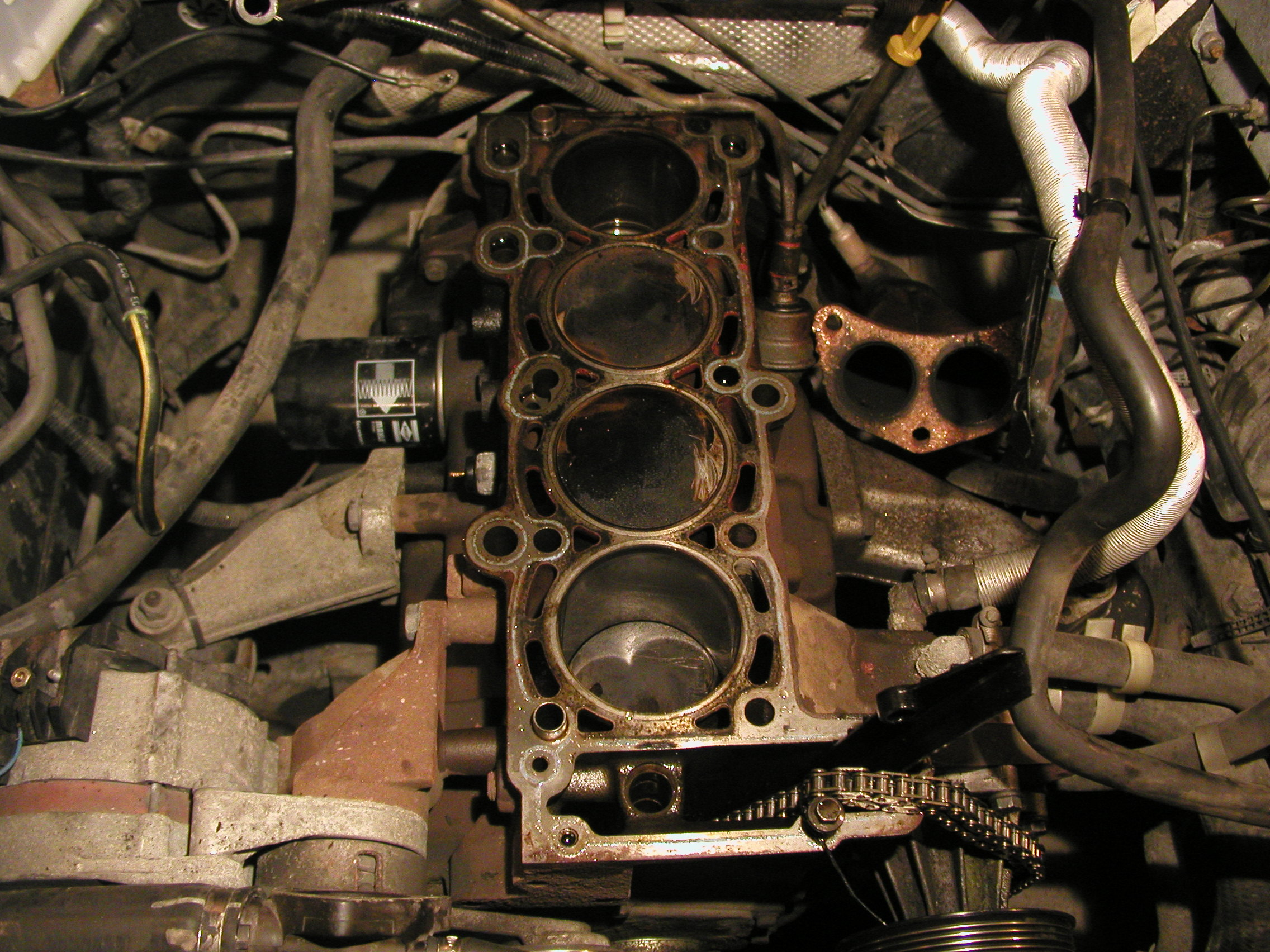
Motore Ford I4 DOHC 1989-2006 con testata rimossa

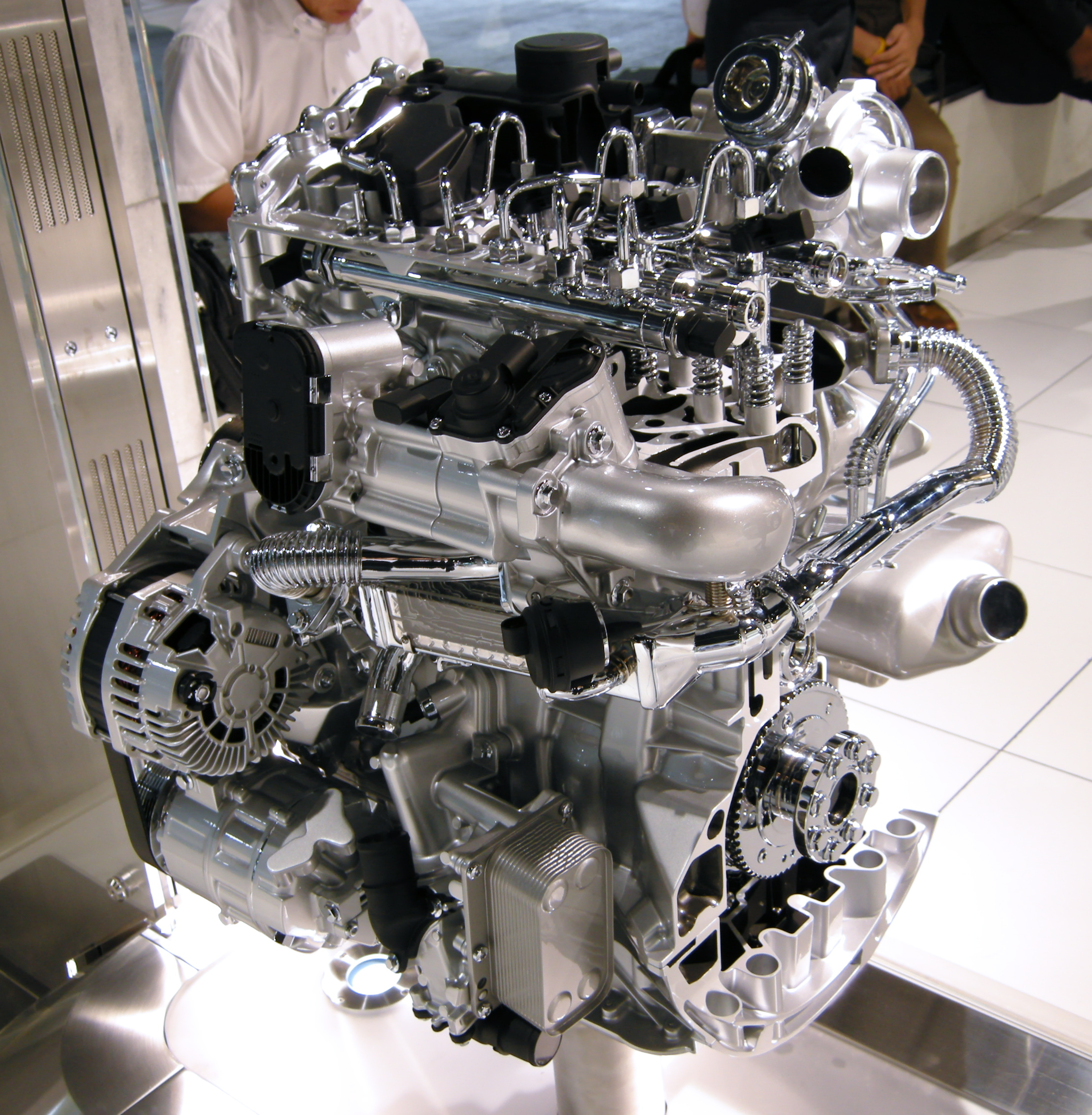
Motore diesel Nissan M9R 2006-2009

Un motore in linea a quattro cilindri (chiamato anche quattro cilindri in linea) è un motore a pistoni a quattro cilindri in cui i cilindri sono disposti in linea lungo un albero motore comune.
La stragrande maggioranza dei motori a quattro cilindri automobilistici utilizza un layout a quattro cilindri in linea:p13 – 16 (con l'eccezione dei motori piatti a quattro cilindri prodotti da Subaru e Porsche) e il layout è molto comune anche nelle motociclette e altri macchinari. Pertanto il termine "motore a quattro cilindri" è solitamente sinonimo di motore a quattro cilindri in linea.
Tra il 2005 e il 2008, la percentuale di veicoli nuovi venduti negli Stati Uniti con motori a quattro cilindri è passata dal 30% al 47%.

## Design
Un motore a quattro tempi a quattro cilindri in linea ha sempre un cilindro sulla sua corsa di potenza, a differenza dei motori con meno cilindri in cui non si verifica una corsa di potenza in determinati momenti. Rispetto a un motore V4 o un motore piatto a quattro cilindri, un motore a quattro cilindri in linea ha solo una testata, il che riduce la complessità e i costi di produzione.
Quando un motore a quattro cilindri in linea è installato con un angolo inclinato (invece che con i cilindri orientati verticalmente), a volte viene chiamato motore a quattro cilindri inclinati.

### Cilindrata
I motori a benzina a quattro cilindri in linea utilizzati nelle moderne auto di produzione hanno tipicamente una cilindrata di 1300–2500 cm3, tuttavia in passato sono stati utilizzati motori più grandi, ad esempio la Bentley 4½ litri del 1927-1931.
I motori diesel sono stati prodotti in cilindrate maggiori, come il motore Mitsubishi 3200 cm3 turbo (usato per i SUV Pajero / Shogun / Montero) e un motore Toyota 3000 cm3. I camion europei e asiatici con un peso lordo del veicolo compreso tra 7,5 e 18 tonnellate utilizzano generalmente motori diesel a quattro cilindri in linea con cilindrate intorno ai 5000 cm3. Cilindrate maggiori vengono usate nei motori locomotori, marini e fissi.
La cilindrata può anche essere molto piccola, come si trova nelle K-car vendute in Giappone. Molti di questi motori avevano quattro cilindri quando i regolamenti imponevano una cilindrata massima di 550 cm3; la dimensione massima è attualmente di 660 cm3.

### Bilanciamento primario e secondario
Il motore a quattro cilindri in linea con la configurazione migliore dell'albero motore ha un perfetto bilanciamento primario .: p12 Questo perché i pistoni si muovono a coppie e una coppia di pistoni si muove sempre verso l'alto nello stesso momento in cui l'altra coppia si muove verso il basso.
Tuttavia, i motori a quattro cilindri in linea hanno uno squilibrio secondario . Ciò è causato dall'accelerazione / decelerazione dei pistoni durante la metà superiore della rotazione dell'albero motore che è maggiore di quella dei pistoni nella metà inferiore della rotazione dell'albero motore (perché le bielle non sono infinitamente lunghe). Di conseguenza, due pistoni accelerano sempre più velocemente in una direzione, mentre gli altri due accelerano più lentamente nell'altra direzione, il che porta a uno squilibrio dinamico secondario che provoca una vibrazione su e giù a velocità doppia dell'albero motore. Questo squilibrio è comune a tutti i motori a pistoni, ma l'effetto è particolarmente forte sui quattro cilindri in linea a causa dei due pistoni che si muovono sempre insieme.
La forza di questo squilibrio è determinata dalla massa alternata, dal rapporto tra la lunghezza della biella e la corsa e dalla velocità di picco del pistone. Pertanto, i motori di piccola cilindrata con pistoni leggeri mostrano scarso effetto, mentre i motori da corsa che utilizzano bielle lunghe sentono maggiormente l'effetto. Tuttavia, l'effetto cresce in modo esponenziale con la velocità del motore (rpm).

### Pulsazioni nell'erogazione di potenza

Animazione di un motore in linea da quattro cilindri

I motori a quattro tempi con cinque o più cilindri sono in grado di avere almeno un cilindro che esegue la sua corsa di potenza in un dato momento. Tuttavia, i motori a quattro cilindri hanno lacune nell'erogazione di potenza, poiché ogni cilindro completa la sua corsa di potenza prima che il pistone successivo inizi una nuova corsa di potenza. Questa erogazione pulsante di potenza si traduce in più vibrazioni rispetto ai motori con più di quattro cilindri.

### Utilizzo di alberi di bilanciamento
A volte viene utilizzato un sistema di equilibratura per ridurre le vibrazioni create da un motore a quattro cilindri in linea, più spesso nei motori con cilindrate maggiori. Il sistema dell'albero di bilanciamento è stato inventato nel 1911 e consiste in due alberi che trasportano pesi eccentrici identici tra loro che ruotano in direzioni opposte al doppio della velocità dell'albero motore.: p42 – 44 Questo sistema è stato brevettato da Mitsubishi Motors negli anni '70 e da allora è stato utilizzato su licenza da diverse altre società.
Tuttavia, non tutti i motori quattro cilindri in linea di grande cilindrata hanno utilizzato alberi di bilanciamento. Esempi di motori relativamente grandi senza alberi di equilibratura sono il motore Citroën DS da 2,4 litri, il motore Austin-Healey 100 da 2,6 litri, il motore Ford Modello A (1927) da 3,3 litri e il motore GM Iron Duke da 2,5 litri. I motori GAZ Volga sovietici / russi e UAZ con cilindrate fino a 2,9 litri furono prodotti senza alberi di bilanciamento dagli anni '50 agli anni '90, tuttavia si trattava di motori con un numero di giri al minuto relativamente basso che riduce la necessità di un sistema di albero di bilanciamento.: p. 40 – 44

## Utilizzo nelle auto in produzione

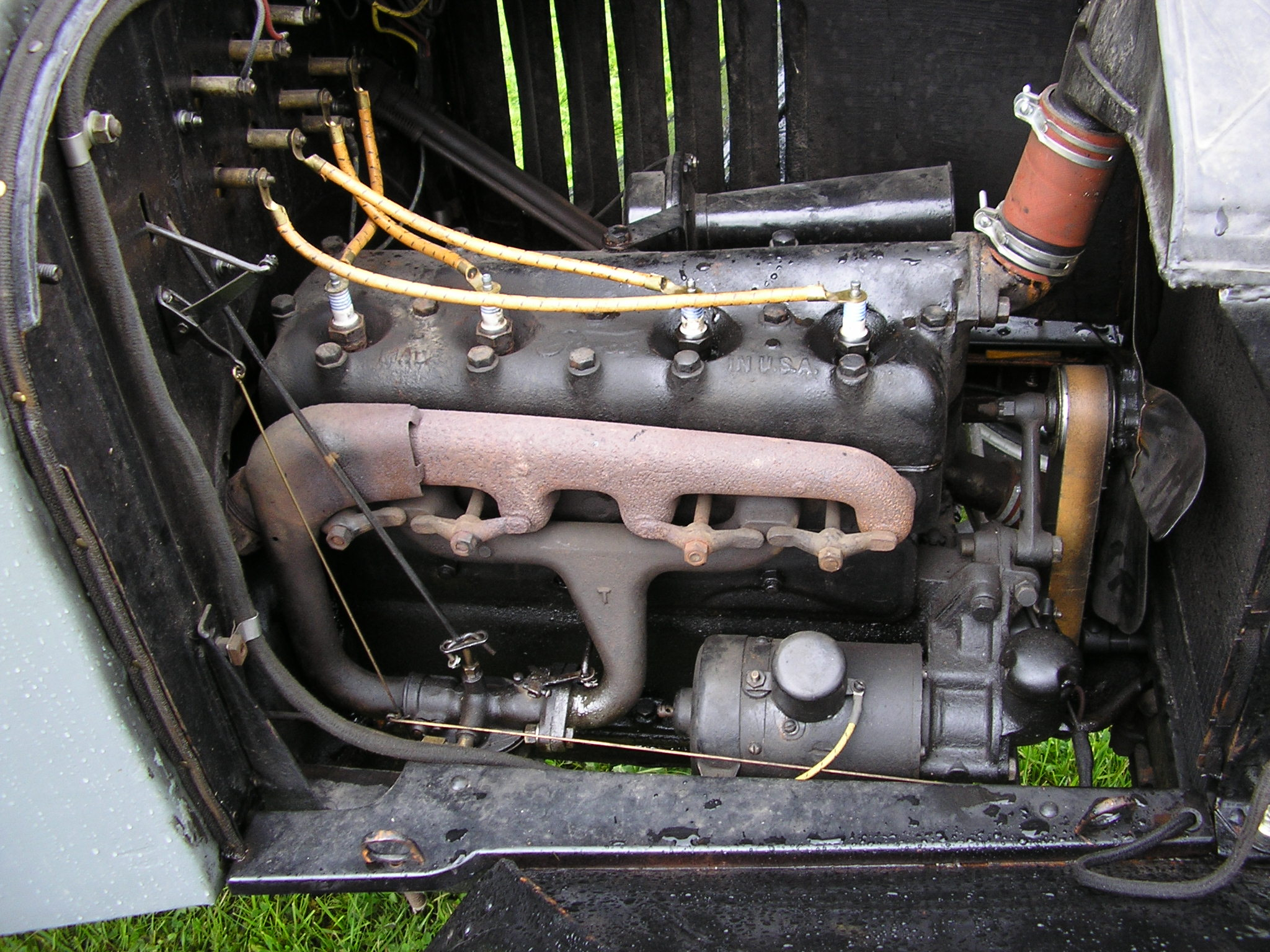
Motore Ford modello T 1908-1941

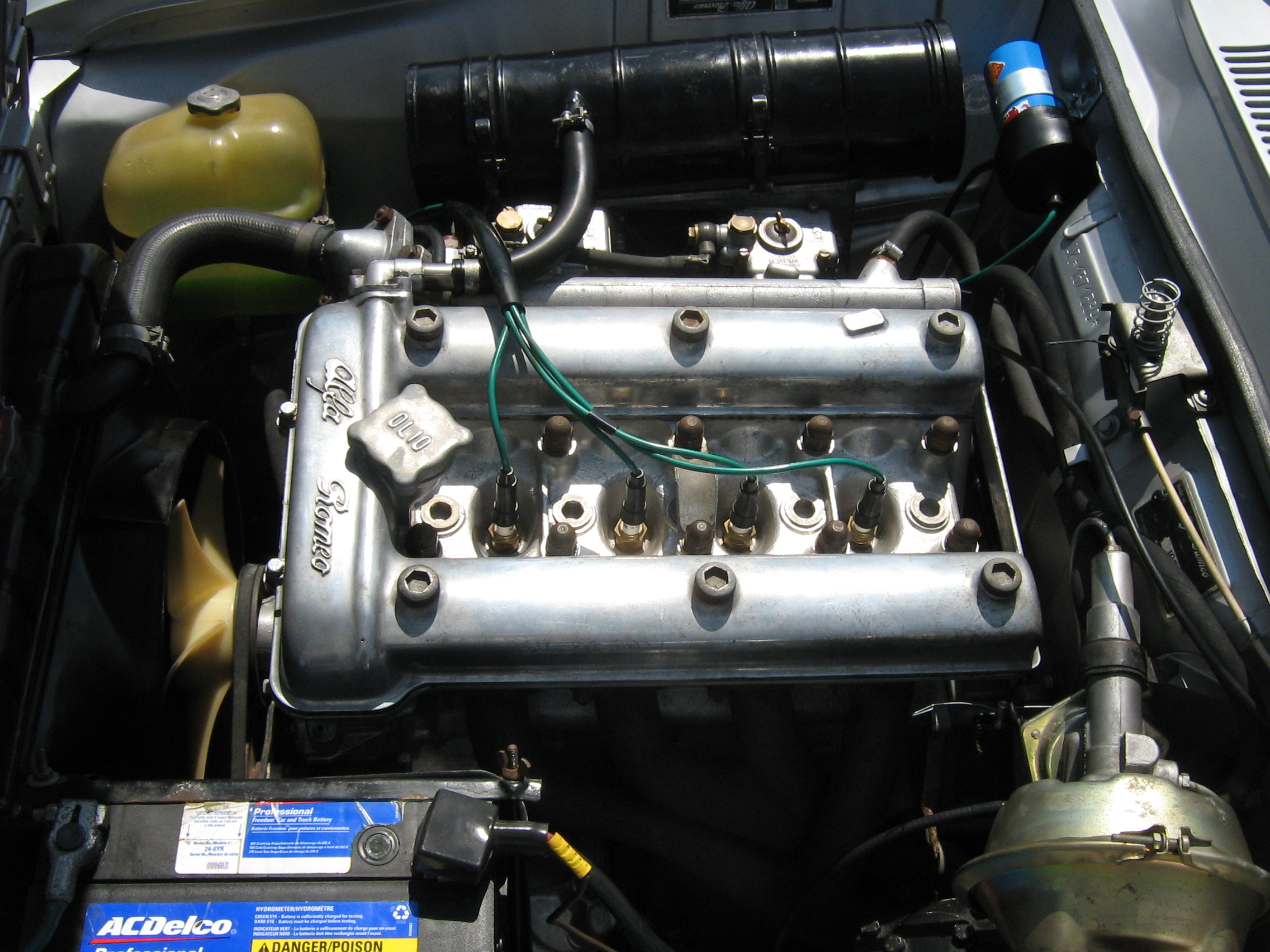
Motore Alfa Romeo Twin Cam del 1970

La maggior parte dei moderni motori a quattro cilindri in linea utilizzati nelle automobili ha una cilindrata di 1,5-2,5 litri. Il più piccolo motore automobilistico a quattro cilindri in linea è stato utilizzato nel camion kei Honda T360 del 1963-1967 e ha una cilindrata di 356 cm3, mentre il più grande motore per auto a quattro cilindri in linea prodotto in serie è il motore diesel Mitsubishi 4M41 del 1999-2019 che è stato utilizzato nella Mitsubishi Pajero e ha una cilindrata di 3,2 litri .
Alcuni dei motori più importanti per auto a quattro cilindri in linea sono:
- Motore Alfa Romeo Twin Cam dal 1954 al 1994, uno dei primi motori a doppia camma prodotti in serie.[14] Nel 1990 è diventato il primo motore di serie con fasatura variabile delle valvole .[15]
- Motore Ford Model T del 1908-1941 - uno dei motori più prodotti al mondo.
- Motore BMC serie A del 1951-2000: il primo motore ad essere utilizzato in un'auto a trazione anteriore con motore trasversale di produzione in serie.
- Motore Fiat Twin Cam del 1966-2000 - uno dei primi motori a doppia camma prodotti in serie, prodotto a partire dal 1959.
- Motore Triumph Slant-4 del 1968-1981: uno dei primi motori multivalvole che costituì la base dei primi motori turbocompressi Saab.
- Motore Honda F20C del 2000-2009: produceva la massima potenza specifica per un motore aspirato dell'epoca.

Template:Clear right

## Utilizzo nelle auto da corsa

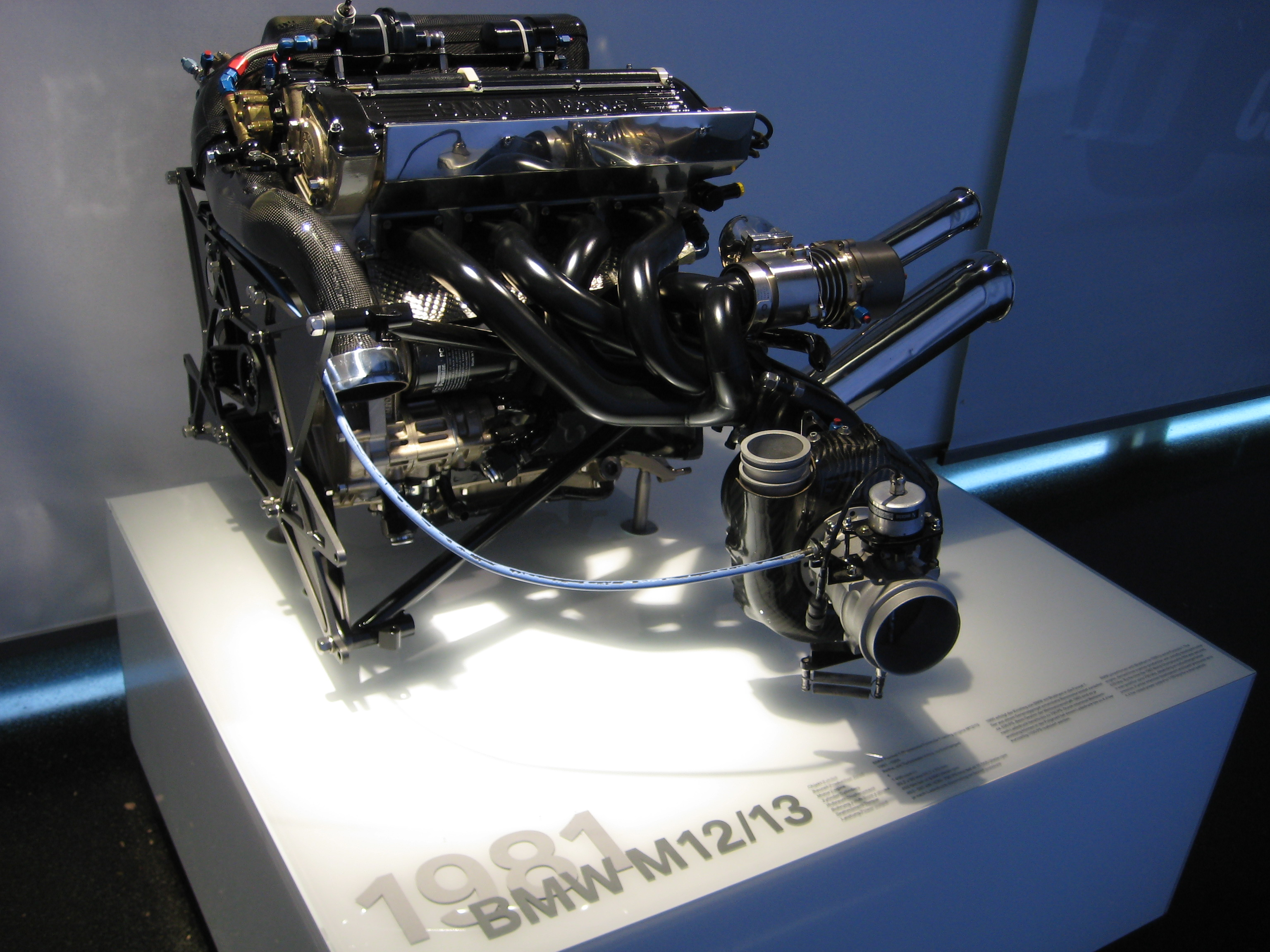
Motore di Formula Uno BMW M12 / 13 degli anni '80

Molte delle prime auto da corsa utilizzavano motori a quattro cilindri in linea, tuttavia il motore Peugeot che vinse la 500 Miglia di Indianapolis del 1913 fu un motore molto influente. Progettato da Ernest Henry, questo motore aveva doppi alberi a camme in testa (DOHC) con quattro valvole per cilindro, un layout che sarebbe diventato lo standard fino ad oggi per i motori da corsa a quattro cilindri in linea.
Tra i motori ispirati al design Peugeot c'era il motore Miller, che fu un motore da corsa di successo negli anni '20 e all'inizio degli anni '30. Il motore Miller si è evoluto nel motore Offenhauser che ha avuto un grande successo dal 1933 al 1981, comprese cinque vittorie consecutive alla 500 Miglia di Indianapolis dal 1971 al 1976.
Molte auto prodotte per la categoria del Gran Premio delle gare automobilistiche prima della seconda guerra mondiale utilizzavano motori a quattro cilindri in linea. motori sovralimentati da 1,5 litri si fecero strada in auto come la Maserati 4CL e vari modelli di automobili da corsa inglesi (ERA). Questi furono resuscitati dopo la guerra e costituirono le fondamenta di quella che sarebbe poi diventata la Formula Uno, sebbene le Alfetta sovralimentate a otto cilindri in linea avrebbero dominato i primi anni della F1.
Un altro motore che ha avuto un ruolo importante nella storia delle corse è il motore Ferrari a quattro cilindri in linea progettato da Aurelio Lampredi . Questo motore è stato originariamente progettato come motore Ferrari 500 da 2 litri per la Formula 2, ma è stato evoluto a 2,5 litri per competere in Formula Uno con la Ferrari 625. Per le corse automobilistiche sportive, la capacità è stata aumentata fino a 3,4 litri per la Ferrari 860 Monza.
Anche il motore a quattro cilindri in linea Coventry Climax è stato un motore da corsa di grande successo, nato come motore di Formula 2 da 1,5 litri aumentato a 2 litri per la Formula Uno nel 1958, si è evoluto fino a 2.495 cm3 FPF che vinse il campionato di Formula 1 con gli chassis Cooper nel 1959 e nel 1960.
Nella Formula 1, gli anni '80 sono stati dominati dai motori da 1.500 cm3 con turbocompressore. Il motore BMW M12 / 13 era noto all'epoca per le sue elevate pressioni di spinta e prestazioni. Il blocco in ghisa era basato su un blocco stradale standard e alimentava le vetture della F1 di Brabham, Arrows e Benetton e vinse il campionato del mondo nel 1983. Si dice che la versione del 1986 del motore produca circa 1318 CV (969 kW) in assetto di qualificazione.

## Utilizzo nelle motociclette

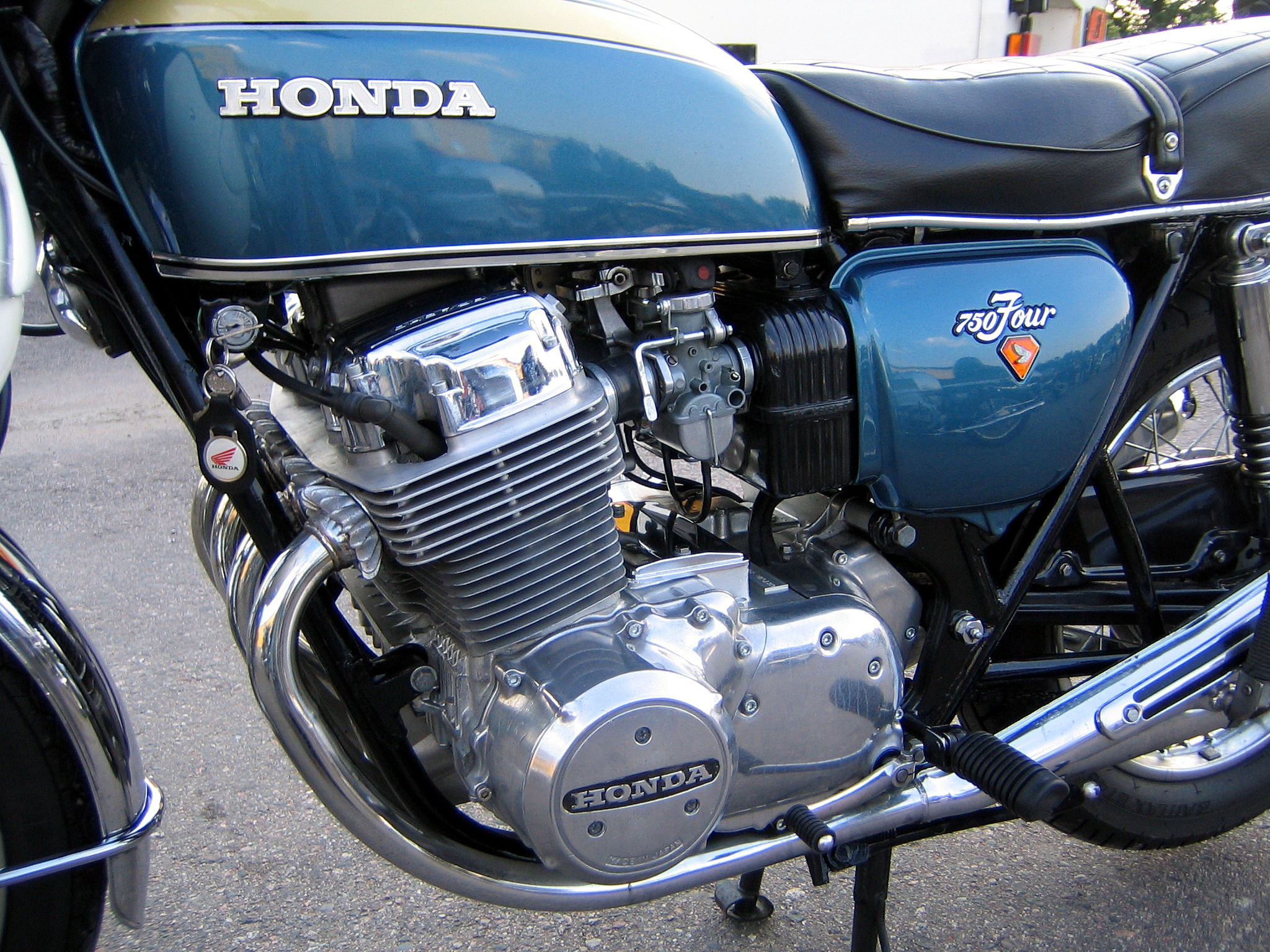
Motore Honda CB750 del 1970

Il produttore di armi belga FN Herstal, che produceva motociclette dal 1901, iniziò a produrre le prime motociclette con quattro cilindri in linea nel 1905. La FN Four aveva il motore montato in posizione verticale con l'albero motore longitudinale. Altri produttori che hanno utilizzato questo layout includevano Pierce, Henderson, Ace, Cleveland e Indian negli Stati Uniti, Nimbus in Danimarca, Windhoff in Germania e Wilkinson nel Regno Unito.
La prima motocicletta a 4 cilindri a tutto telaio era la Gilera 500 Rondine da corsa del 1939, aveva anche alberi a camme a doppia testa, compressore a induzione forzata ed era raffreddato ad'acqua . I moderni motori per motociclette a quattro cilindri in linea divennero popolari per la prima volta con il SOHC CB750 Honda introdotto nel 1969, e altri seguirono negli anni '70. Da allora, il quattro cilindri in linea è diventato una delle configurazioni del motore più comuni nelle moto da strada. Al di fuori della categoria degli incrociatori, il quattro cilindri in linea è la configurazione più comune grazie al suo rapporto prestazioni / costo relativamente elevato. Tutti i principali produttori di motociclette giapponesi offrono motociclette con quattro cilindri in linea, così come MV Agusta e BMW. I primi motori a quattro cilindri in linea per motociclette della BMW erano montati orizzontalmente lungo il telaio, ma tutte le attuali motociclette BMW a quattro cilindri hanno motori trasversali . La moderna azienda Triumph ha offerto motociclette con motori a quattro cilindri in linea, sebbene siano state interrotte a favore delle Triple.

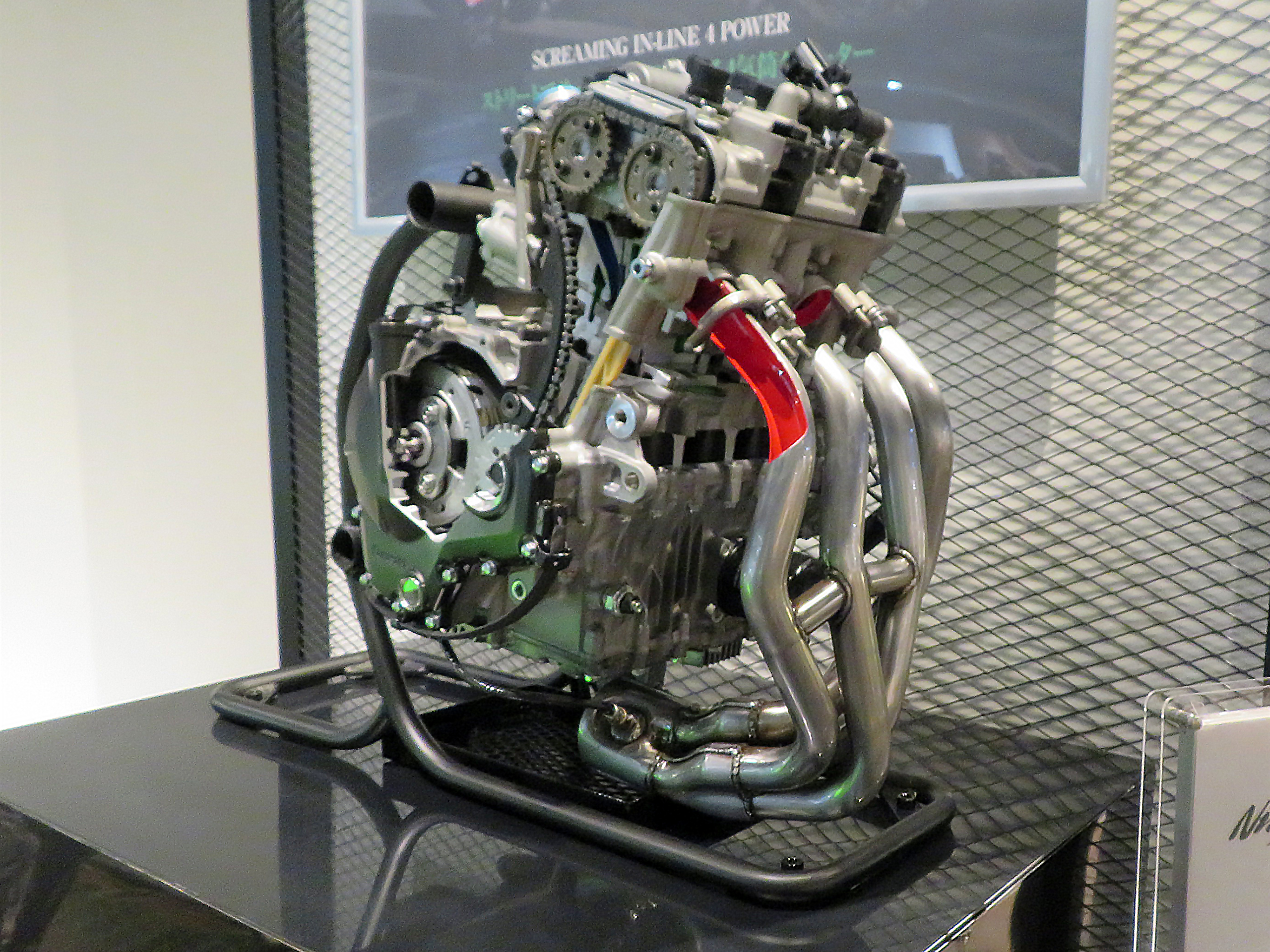
Motore a 4 cilindri da 250 cc di una Kawasaki Ninja ZX-25R, tra i più piccoli con questo frazionamento

La Yamaha R1 del 2009 ha un motore a quattro cilindri in linea che non si accende a intervalli pari di 180°, ma utilizza un albero motore crossplane che impedisce ai pistoni di raggiungere contemporaneamente il punto morto superiore. Ciò si traduce in un migliore bilanciamento secondario, che è particolarmente vantaggioso nella gamma delle moto ad alte prestazioni, e la teoria del "big banging order", la quale afferma che l'erogazione irregolare di coppia fa slittare gli pneumatici posteriori in curva alle alte velocità.
I motori a quattro cilindri in linea sono utilizzati anche in MotoGP dai team Suzuki (dal 2015) e Yamaha (dal 2002). Nel 2010, quando è stata introdotta la classe Moto2 a quattro tempi, i motori per la classe erano un motore da 600 cm3 a quattro cilindri in linea prodotto da Honda, basato sulla CBR600RR con una potenza massima di 110 kW (152 CV). A partire dal 2019, i motori sono stati sostituiti da un Triumph da 765 cm3 da tre cilindri in linea.